# Diastatea tenera
Diastatea tenera là loài thực vật có hoa trong họ Hoa chuông. Loài này được (A.Gray) McVaugh mô tả khoa học đầu tiên năm 1940.